# Auchel
Auchel je francouzská obec v departementu Pas-de-Calais v regionu Hauts-de-France. V roce 2011 zde žilo 10 993 obyvatel. Je centrem kantonu Auchel.

## Vývoj počtu obyvatel
Počet obyvatel 